# 7월 12일
7월 12일은 그레고리력으로 193번째(윤년일 경우 194번째) 날에 해당한다.

## 사건
- 685년 - 교황 요한 5세, 82대 로마 교황으로 취임.
- 1691년 - 교황 인노첸시오 12세, 242대 로마 교황 취임.
- 1730년 - 교황 클레멘스 12세, 246대 로마 교황 취임.
- 1806년 - 나폴레옹, 라인 동맹 창설.
- 1907년 - 이토 히로부미, 대한 강경책 훈령.
- 1909년 - 기유각서 체결.
- 1933년 - 미국 의회가 미국에 첫 번째 연방 최저 임금 법을 통과시키다.
- 1948년 - 대한민국 제헌 국회가 대한민국의 헌법을 의결하다.
- 1975년 - 상투메 프린시페가 포르투갈로부터의 독립을 선언하다.
- 1979년 - 키리바시가 영국으로부터 독립하다.
- 2004년 - 대전교도소에서 수감자에 의해 교도관이 살해된 사건이 발생하였다.
- 2012년
  - 나이지리아 오코비(Okobie) 도로에서 탱크로리 폭발로 100명 이상의 사상자가 발생했다.
  - 시리아에서 정부군의 공격으로 220여 명의 민간인이 학살당하다.
- 2014년 - 일본 혼슈 이와키시에서 동쪽으로 131km 떨어진 곳에 6.8의 강진이 발생하였다.

## 문화
- 1985년 - 서울 지하철 3호선 1단계(구파발~독립문) 개통.
- 1989년 - 롯데월드 어드벤처 개장.
- 1996년 - 에버랜드 소속 워터파크인 캐리비안 베이가 개장했다.
- 1998년 - 1998년 FIFA 월드컵 대회 결승전에서 프랑스가 브라질을 3:0으로 이겨 처음으로 FIFA 월드컵 우승.
- 2011년 - 마이크로소프트가 윈도우 비스타 서비스팩 1의 지원을 종료하였으며, 이와 동시에 마이크로소프트 오피스 XP도 판매와 지원을 종료했다.

## 탄생
- 기원전 100년 - 로마의 정치인, 장군, 역사가 율리우스 카이사르. (~기원전 44년)
- 1854년 - 코닥의 창업자 조지 이스트먼. (~1932년)
- 1870년 - 모나코의 대공 루이 2세. (~1949년)
- 1884년
  - 미국의 영화제작자 루이 B. 메이어. (~1957년)
  - 이탈리아의 화가 아메데오 모딜리아니. (~1920년)
- 1886년
  - 조선의 신념형 친일파 민원식. (~1921년)
  - 덴마크의 배우 진 허숄트. (~1956년)
- 1888년 - 미국의 야구 선수 해리 크라우스. (~1940년)
- 1895년 - 미국의 건축가 버크민스터 풀러. (~1983년)
- 1904년 - 칠레의 시인 파블로 네루다. (~1973년)
- 1926년 - 말레이시아 총리의 부인 시티 하스마.
- 1927년 - 독일의 물리학자 헤르만 하켄. (~2024년)
- 1928년 - 조선민주주의인민공화국의 정치인 조명록. (~2010년)
- 1930년 - 캐나다의 배우, 작가, 영화 감독, 가수 고든 핀센트. (~2023년)
- 1932년 - 미국의 육상 선수오티스 데이비스. (~2024년)
- 1933년 - 미국의 영화배우 맥스 줄리엔. (~2022년)
- 1935년 - 일본의 화학자 오무라 사토시.
- 1936년 - 일본의 부동산 개발업자 모리 아키라.
- 1937년 - 미국의 희극인, 배우, 프로듀서, 시나리오 작가 빌 코스비.
- 1938년 - 대한민국의 사학자 한영우. (~2023년)
- 1946년 - 미국의 배우 샨 바버라 앨런. (~2025년)
- 1948년
  - 일본의 성우 토타니 코지. (~2006년)
  - 미국의 배우, 피트니스 강사 리처드 시먼스. (~2024년)
  - 레바논의 소설가, 사회운동가 일라이어스 코리. (~2024년)
- 1949년 - 대한민국의 교육인 김양곤.
- 1951년 - 미국의 배우 제이미 셰리던.
- 1953년 - 일본의 전 야구 선수, 야구 감독, 야구 해설가 마유미 아키노부.
- 1957년
  - 대한민국의 경제학자 및 정치인 류성걸.
  - 일본의 야구 선수, 야구해설가 기타벳푸 마나부. (~2023년)
- 1958년 - 대한민국의 교육인 정병걸.
- 1959년
  - 통가의 전 총리 아호에이투 투포우 6세.
  - 대한민국의 약사 류영진.
- 1960년 - 대한민국의 레슬링 선수 손갑도.
- 1961년 - 대한민국의 야구인 권기홍. (~2023년)
- 1964년 - 대한민국의 기업인 권미희.
- 1966년
  - 일본의 음악가 타이지.
  - 대한민국의 전 야구 선수 이강철.
  - 일본의 음악가, 베이시스트 사와다 타이지. (~2011년)
- 1967년
  - 일본의 소설가 니시무라 겐타. (~2022년)
  - 미국의 기타리스트, 작곡가 존 페트루치.
- 1970년 - 대한민국의 배우 이병헌.
- 1971년 - 미국의 피겨 스케이팅 선수 크리스티 야마구치.
- 1972년 - 대한민국의 기업인 박효진.
- 1973년 - 이탈리아의 전 축구 선수 크리스티안 비에리.
- 1976년
  - 미국의 배우 미셸 로드리게스.
  - 미국의 사회복지 출신 정치인 키어스틴 시네마.
- 1977년
  - 미국의 프로레슬링 선수 겸 이종격투기 선수 브록 레스너.
  - 대한민국의 모델 겸 배우 마르코.
- 1978년
  - 미국의 배우 미셸 로드리게스.
  - 튀니지의 축구 선수 지아드 자지리.
  - 미국의 배우 토퍼 그레이스.
- 1979년 - 대한민국의 만화가 지강민.
- 1980년
  - 미국의 배우 크리스틴 코널리.
  - 대한민국의 무용가 김동규.
- 1981년 - 미국의 야구 선수 필 더마트레.
- 1982년 - 이탈리아의 전 축구 선수 안토니오 카사노.
- 1983년
  - 대한민국의 배우 하지은.
  - 대한민국의 배우 최상학.
  - 대한민국의 의사, 수필가 남궁인.
  - 미국의 전 야구 선수 하위 켄드릭.
- 1984년
  - 일본의 가수, 성우 난조 요시노 (fripSide).
  - 미국의 배우 및 모델 내털리 마르티네스.
- 1985년 - 러시아의 모델 나타샤 폴리.
- 1986년 - 대한민국의 뮤지컬 배우, 드러머 최종선.
- 1987년
  - 대한민국의 전직 크레이지레이싱 카트라이더 프로게이머 조현준.
  - 대한민국의 작곡가 이현진.
- 1988년
  - 대한민국의 골프 선수 박인비.
  - 일본의 성우 타네다 리사.
  - 일본의 가수 나노.
- 1989년 - 대한민국의 수영 선수 신진희.
- 1990년
  - 대한민국의 가수 노지훈.
  - 대한민국의 쌍둥이 가수 허민진, 허민선 (크레용팝, 딸기우유).
  - 대한민국의 배구 선수 김선영.
  - 대한민국의 배우 손민지.
  - 미국의 배우 레이철 브로즈너핸.
  - 중화인민공화국의 프리스타일 스키 선수 쉬멍타오.
  - 포르투갈의 축구 선수 베베.
- 1991년
  - 대한민국의 가수 은하수.
  - 콜롬비아의 축구 선수 하메스 로드리게스.
  - 스페인의 테니스 선수 파블로 카레뇨 부스타.
  - 코스타라카의 배우 다니엘 소바토.
- 1992년
  - 대한민국의 배우 장동윤.
  - 대한민국의 배우 우도환.
  - 대한민국의 가수 전현재.
  - 대한민국의 배우 김태환.
  - 일본의 배우 이시바시 안나.
  - 잉글랜드의 배우 제시카 바든.
  - 대한민국의 아나운서 배지현.
- 1993년
  - 대한민국의 가수 인성 (SF9).
  - 대한민국의 축구 선수 문창진.
  - 대한민국의 야구 선수 서덕원.
  - 대한민국의 전직 스타크래프트 프로게이머 원선재.
  - 소코틀랜드의 배우 로런 라일.
- 1994년
  - 대한민국의 기수 차훈 (엔플라잉).
  - 일본의 가수 모모타 카나코.
  - 오스트레일리아의 모델 다니엘 스눅스.
- 1995년
  - 대한민국의 배우 고은새.
  - 영국의 축구 선수 루크 쇼.
  - 프랑스의 유도 선수 아망딘 뷔샤르.
- 1996년
  - 대한민국의 배우 김해리.
  - 덴마크의 핸드볼 선수 망누스 사우그스트루프.
  - 프랑스의 축구 선수 무사 뎀벨레.
- 1997년
  - 대한민국의 배우 한성연.
  - 파키스탄의 노벨평화상 운동가 말랄라 유사프자이.
  - 대한민국의 축구 선수 송진규.
  - 대한민국의 전 야구 선수 박선우.
- 1998년 - 대한민국의 축구 선수 곽경문.
- 1999년 - 대한민국의 가수 우브.
- 2000년 - 브라질의 축구 선수 비니시우스 주니오르.
- 2001년
  - 오스트레일리아의 수영 선수 케일리 매키온.
  - 대한민국의 배우 이채은.
- 2002년
  - 대한민국의 야구 선수 김준형.
  - 대한민국의 야구 선수 김건우.
  - 스페인의 축구 선수 니코 윌리암스.
- 2004년
  - 대한민국의 가수 지한.
  - 대한민국의 야구 선수 강건.
  - 대한민국의 카트라이더 프로게이머 김다원.
- 2005년
  - 대한민국의 프리스타일 스키 선수 이승훈.
  - 대한민국의 야구 선수 박지환.

## 사망
- 1712년 - 잉글랜드 공화국의 호국경 리처드 크롬웰. (1626년~)
- 1720년 - 조선의 제19대 임금 숙종. (1661년~)
- 1762년 - 조선의 추존왕 장조. (1735년~)
- 1804년 - 미국의 법률가이자 정치인 알렉산더 해밀턴. (1755년~)
- 1922년 - 대한민국의 독립지사 김영란. (1894년~)
- 1935년 - 드레퓌스 사건의 알프레드 드레퓌스. (1859년~)
- 1987년 - 대한민국의 시인 채광석. (1948년~)
- 2001년 - 대한민국의 정치인 박병배. (1917년~)
- 2003년 - 일본의 기업인 아시하라 요시시게. (1901년~)
- 2009년 - 대한민국의 산악인 고미영. (1967년~)
- 2017년 - 대한민국의 군인 윤자중. (1929년~)
- 2019년 - 미국의 컴퓨터 과학자 페르난도 J. 코바토. (1926년~)
- 2020년
  - 대한민국의 의학자 권이혁. (1923년~)
  - 미국의 영화배우 켈리 프레스턴. (1962년~)
- 2024년
  - 일본의 성우 오하라 노리코. (1935년~)
  - 대한민국의 야구 선수 이병훈. (1967년~)
  - 대한민국의 정치인 이우재. (1934년~)
  - 중국의 물리화학자 장춘하오. (1928년~)

## 기념일
- 아호에이투 투포우 6세 국왕 탄생일: 통가
- 독립기념일: 키리바시
- 독립기념일: 상투메 프린시페

## 같이 보기
- 전날: 7월 11일 다음날: 7월 13일 - 전달: 6월 12일 다음달: 8월 12일
- 음력: 7월 12일
- 모두 보기